# Polynema darwini
Polynema darwini är en stekelart som beskrevs av Girault 1913. Polynema darwini ingår i släktet Polynema och familjen dvärgsteklar. Inga underarter finns listade i Catalogue of Life.